# Janetiella montivaga
Janetiella montivaga är en tvåvingeart som beskrevs av Jean-Jacques Kieffer och Jörgensen 1910. Janetiella montivaga ingår i släktet Janetiella och familjen gallmyggor. Inga underarter finns listade i Catalogue of Life.